# Kimondom
Kimondom – politikai riportlap. Megjelent Szatmárnémetiben és Aradon, Ferenczy György szerkesztésében 1933. szeptember 3-ától 1939 februárjáig. A román Liberális Párt törekvéseit szolgálva tendenciózus beállításban foglalkozott a magyar szellemi és közélet negatív jelenségeivel. A választások időszakában bemutatta és magasztalta a Liberális Párt személyiségeit vagy helyi képviselőjelöltjeit.